# Sela
Sela (hebrejsky: סלע, doslova Skála, celým jménem Sela chevrat le-šikun, סלע חברה לשיכון, doslova Stavební společnost Sela) je stavební firma v Izraeli. 
Vznikla jako satelitní organizace při odborové centrále Histadrut ha-ovdim ha-le'umit napojené na pravicové revizionistické hnutí. Byla založena roku 1945, kdy se odborový svaz Histadrut ha-ovdim ha-le'umit rozhodl zřídit stavební podnik pro zajištění bydlení pro své členy. Firma se podílela od té doby na vzniku desítek bytových souborů pro desítky tisíc lidí v celém Izraeli. Celkem postavila 1382 bytů na soukromých a 3185 bytů na veřejných pozemcích. Obytné soubory zbudovala ve městech Tel Aviv, Rišon le-Cijon, Nes Cijona, Rechovot, Bat Jam, Kirjat Ono, Cholon, Bnej Brak, Ramat Gan, Petach Tikva, Herzlija, Netanja, Chadera, Jeruzalém a Akko. Další byty vyrostly v rozptýlených lokalitách na jihu státu.
Protiváhou a konkurentem stavební společnosti Sela je podnik Solel bone, zřízený levicové a centristicky orientovanou odborovou centrálou Histadrut.